# جيمس إدوارد فريمان
جيمس إدوارد فريمان (بالإنجليزية: James Edward Freeman)‏ هو رسام وفنان أمريكي، ولد في 1808، وتوفي في 21 نوفمبر 1884 في روما في إيطاليا.